# 장뤼크 마리옹

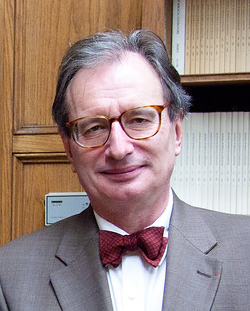

장뤼크 마리옹 (Jean-Luc Marion, 1946년 7월 3일 ~ )은 프랑스 철학자, 로마 가톨릭 신학자이다. 그는 데리다의 제자이다. 그의 학문성은 교부 신학 및 신비주의 신학 , 현상학 , 현대 철학에 기반을 두고 있다. 그의 학문적 연구의 대부분은 데카르트와 하이데거 및 후설과 같은 현상 학자 뿐만 아니라 종교도 다루었다. 예를 들어, 존재 없는 신은 우상 숭배에 대한 분석에 주로 관심을 보여준다. 이 주제는 데리다에 의해 폭넓게 탐구된 개념인 사랑과 선물에 대한 그의 작업에서 강하게 연결되어있다.

## 생애
장-뢱 마리옹은 1946년 프랑스에서 났다. 낭테르대학교, 소르본대학교, 고등사범학교에서 철학을 공부하였다. 고등사범학교에서 당시 조교였던 루이 알튀세르, 그리고 특별히 자크 데리다 등에게서 많은 것을 배웠고, 소르본대학교에서 데카르트 연구의 대가인 페르디낭 알키에의 지도 아래 1980년 박사학위를 취득한다. 이후 푸아티에대학교, 낭테르대학교 등에서 가르치다가 1996년 소르본대학교에 철학 교수로 부임하면서 학계의 거장으로 자리 잡기 시작한다. 2008년에는 프랑스 학술원의 종신회원으로 선출되었고, 카를 야스퍼스 상을 받았다. 현재는 시카고대학교 신학대학원의 앤드루 토머스 그릴리&그레이스 맥니컬스 그릴리(Andrew Thomas Greeley and Grace McNichols Greeley) 석좌교수로 여전히 왕성한 활동을 이어가고 있다.

## 사상
장-뤽 마리옹은 데카르트를 다양한 각도에서 읽는다. 그는 하이데거적인 관점에서 데카르트의 형이상학을 존재-신론(Onto-theologik)적인 구성으로 읽기도 하고, 꼬기토 자아 안에서 하이데거의 현존재의 흔적을 보려고 시도하기도 하며, 레비나스의 관점이나 신학적 관점에서 데카르트의 철학에서 존재-신론적인 형이상학을 초월하는 계기를 찾으려 하기도 하며, 또 미셀 앙리의 눈을 빌러 데카르트의 꼬기토 자아를 자기-촉발(atuo-affection)의 자아로 해석하기도 한다. 이 논문은, 이 해석의 관점들 중 어느 하나에만 포커스를 맞추었던 기존의 연구들과는 달리, 다양한 관점에서 수행된 마리옹의 데카르트 해석들에 대한 전체적인 조망을 제공하는 것을 목적으로 삼는다. 이 전체적인 조망은 마리옹이 말하는 이른바 철학사 내에서의 데카르트의 고유한 상황을 해명하는 것을 통해 얻어질 수 있다. 마리옹은 데카르트의 사유를 탁월한 의미에서 역사적이라고 여기는데, 이는 그가 데카르트 사유 안에서 중세 존재론의 전통, 근대형이상학의 시작 그리고 이것을(존재론적으로, 탈존재론적으로, 신학적으로) 넘어설 가능성 모두를 보기 때문이다. 그의 눈에 데카르트는 철학의 역사이자 운명 자체이다. 그에게 있어 데카르트를 읽는다는 것은 곧 철학의 역사와 운명을 읽는 것이다.

## 신론
마리옹은 토미즘과 같은 전통 그리스도교 신학이 하이데거가 비판한 존재신론과 다를 바가 없다고 본다. 왜냐하면 그리스도교 신학은 신의 고유한 초월성, 무한성, 그리고 불가해성을 존재라는 규정 아래 은폐시키기 때문이다. 예를 들어, 마리옹에 의하면, 에티엔느 질송과 같은신-토마스주의 철학자들은 출애굽기의 형이상학이라는 존재신론적 규정 아래서, 출애굽기 3장 14절의 ‘나는 존재하는 나다’라는 신의 자기-현시를 신의 존재론적 자기-정립으로 이해해버린다. 마리옹은 이러한 규정이 파악할 수 없는 신을 인간의 지성의 대상으로 전락시켜버린다고 비판한다. 이에, 마리옹은 이러한 출애굽기의 형이상학을 극복하기 위해 성찬의 해석학을 제시하기에 이른다. 성찬의 해석학에서, 그리스도는 자신을 존재가 아닌 아이콘으로 현시하는데, 여기서 아이콘은 우리에게 전례와 초월의 경험 속에서 주어진다. 바로 이렇게 함으로써, 우리는 아이콘을 통해 신비적 신과 마주할 수 있게 된다.

## 저서
- God Without Being, University of Chicago Press, 1991. [Dieu sans l'être; Hors-texte, Paris: Librarie Arthème Fayard, (1982)]
- Reduction and Givenness: Investigations of Husserl, Heidegger and Phenomenology, Northwestern University Press, 1998. [Réduction et donation: recherches sue Husserl, Heidegger et la phénoménologie, (Paris: Presses Universitaires de France, 1989)]
- Cartesian Questions: Method and Metaphysics, University of Chicago Press, 1999. [Questions cartésiennes I: Méthode et métaphysique, (Paris: Presses Universitaires de France, 1991)]
- 'In the Name: How to Avoid Speaking of 'Negative Theology', in JD Caputo and MJ Scanlon, eds, God, the Gift and Postmodernism, (Bloomington, IN: Indiana University Press, 1999)
- On Descartes' Metaphysical Prism: The Constitution and the Limits of Onto-theo-logy in Cartesian Thought, University of Chicago Press, 1999. [Sur le prisme métaphysique de Descartes. (Paris: Presses Universitaires de France, 1986)]
- The Idol and Distance: Five Studies, Fordham University Press, 2001. [L'idole et la distance: cinq études, (Paris: B Grasset, 1977)]
- Being Given: Toward a Phenomenology of Givenness, Stanford University Press, 2002. [Étant donné. Essai d'une phénoménologie de la donation, (Paris: Presses Universitaires de France, 1997)]
- In Excess: Studies of Saturated Phenomena, Fordham University Press, 2002. [De surcroit: études sur les phénomenes saturés, (Paris: Presses Universitaires de France, 2001)]
- Prolegomena to Charity, Fordham University Press, 2002. [Prolégomènes á la charité, (Paris: E.L.A. La Différence, 1986]
- The Crossing of the Visible, Stanford University Press, 2004. [La Croisée du visible, (Paris: Presses Universitaires de France, 1996)]
- The Erotic Phenomenon: Six Meditations, University of Chicago Press, 2007. [Le phénomene érotique: Six méditations, (Paris: Grasset, 2003)]
- On the Ego and on God, Fordham University Press, 2007. [Questions cartésiennes II: Sur l'ego et sur Dieu, (Paris: Presses Universitaires de France, 1996)]
- The Visible and the Revealed, Fordham University Press, 2008. [Le visible et le révélé. (Paris: Les Éditions du Cerf, 2005)]
- The Reason of the Gift (Richard Lectures), University of Virginia Press, 2011.
- In the Self's Place: The Approach of St. Augustine, Stanford University Press, 2012. [Au lieu de soi, (Paris: Presses Universitaires de France, 2008)]
- Givenness & Hermeneutics (Pere Marquette Lectures in Theology), Marquette University Press, 2013.
- Negative Certainties, University of Chicago Press, 2015. [Certitudes négatives. (Paris: Editions Grasset & Fasquelle, 2009)]
- Givenness and Revelation (Gifford Lectures), Oxford University Press, 2016.
- Believing in Order to See: On the Rationality of Revelation and the Irrationality of Some Believers, Fordham University Press, 2017.
- Descartes' Grey Ontology: Cartesian Science and Aristotelian Thought in the Regulae, St. Augustine's Press, Forthcoming - August 2017.
- Descartes' White Theology, Saint Augustine's Press, Translation in process.

## 번역서
- 『환원과 주어짐』
- 『주어진 것』
- 『과잉에 관하여』
- 『우상과 거리』
- 『존재 없는 신』

## 같이 보기
- 기독교적 실존주의